# Onii-chan dakedo Ai sae Areba Kankeinai yo ne!
Onii-chan dakedo Ai sae Areba Kankeinai yo ne! (お兄ちゃんだけど愛さえあれば関係ないよねっ, litt. « Tant qu'il y a de l'amour, cela n'a pas d'importance s'il est mon frère, n'est-ce pas ? ») ou OniAi, est une série de light novel écrit par Daisuke Suzuki et illustré par Gekka Uru. Une adaptation en manga écrite par Kuro Rokusho et dessinée par Keiji Asakawa est publiée depuis décembre 2011.  Une adaptation en anime produite par le studio Silver Link est diffusée du 5 octobre 2012 au 21 décembre 2012.

## Synopsis
Akiko Himenokôji est l'adolescente la plus heureuse qui soit : après six ans de séparation, elle rentre dans le même établissement scolaire et fréquente le même dortoir qu'Akito, envers qui elle nourrit des sentiments très forts depuis sa plus tendre enfance. Ils sont de nouveaux réunis et elle espère ainsi pouvoir nouer une tendre romance… avec son frère aîné ! Cependant, rien ne se déroule comme elle l'a prévu, notamment à cause de l'arrivée dans le dortoir d'Anastasia Nasuhara, Arashi Nikaido et Ginbei Haruomi Sawatari, trois belles demoiselles qui ont, elles aussi, des vues sur Akito !

## Personnages
Akiko Himenokōji (姫小路 秋子, Himenokōji Akiko)
Anastasia Nasuhara (那須原 アナスタシア, Nasuhara Anastasia)
Arashi Nikaidō (二階堂 嵐, Nikaidō Arashi)
Akito Himenokōji (姫小路 秋人, Himenokōji Akito)
Arisa Takanomiya (鷹ノ宮 ありさ, Takanomiya Arisa)
Ginbei Haruomi Sawatari (猿渡 銀兵衛 春臣, Sawatari Ginbei Haruomi)
Jinno Kaoruko (神野 薫子, Kaoruko Jinno)

## Light Novel
| no | Japonais          | Japonais          |
| no | Date de sortie    | ISBN              |
| -- | ----------------- | ----------------- |
| 1  | 31 décembre 2010  | 978-4-8401-3676-1 |
| 2  | 31 mars 2011      | 978-4-8401-3855-0 |
| 3  | 30 juin 2011      | 978-4-8401-3941-0 |
| 4  | 31 octobre 2011   | 978-4-8401-4268-7 |
| 5  | 29 février 2012   | 978-4-8401-4389-9 |
| 6  | 31 mai 2012       | 978-4-8401-4581-7 |
| 7  | 30 septembre 2012 | 978-4-8401-4815-3 |
| 8  | 31 octobre 2012   | 978-4-8401-4846-7 |
| 9  | 31 mars 2013      | 978-4-8401-5136-8 |
| 10 | 30 septembre 2013 | 978-4-8401-5419-2 |
| 11 | 31 mars 2014      | 978-4-04-066387-6 |

## Mangas

### Onii-chan dakedo Ai sae Areba Kankeinai yo ne!
| no | Japonais          | Japonais          |
| no | Date de sortie    | ISBN              |
| -- | ----------------- | ----------------- |
| 1  | 23 février 2012   | 978-4-8401-4415-5 |
| 2  | 23 mai 2012       | 978-4-8401-4466-7 |
| 3  | 21 septembre 2012 | 978-4-8401-4724-8 |
| 4  | 23 mars 2013      | 978-4-8401-5029-3 |
| 5  | 23 octobre 2013   | 978-4-8401-5338-6 |
| 6  | 23 mai 2014       | 978-4-04-066558-0 |

### Sakigake!! Onii-chan dakedo Ai sae Areba Kankei Nai yo ne!
| no | Japonais         | Japonais          |
| no | Date de sortie   | ISBN              |
| -- | ---------------- | ----------------- |
| 1  | 21 novembre 2012 | 978-4-8401-4753-8 |

## Anime

### Liste des épisodes
| No | Titre français       | Titre japonais | Titre japonais | Date de 1re diffusion |
| No | Titre français       | Kanji          | Rōmaji         | Date de 1re diffusion |
| -- | -------------------- | -------------- | -------------- | --------------------- |
| 01 | OniAi                | おにあい       | OniAi          | 5 octobre 2012        |
| 02 | Très coquine         | みだらね       | Midarane       | 12 octobre 2012       |
| 03 | Pas de soutien-gorge | ぶらなし       | Bura Nashi     | 19 octobre 2012       |
| 04 | Nue                  | はだかだ       | Hadakada       | 26 octobre 2012       |
| 05 | Désirs sexuels       | せいかん       | Seikan         | 2 novembre 2012       |
| 06 | Mayo Chiki           | まょちき       | Mayochiki      | 9 novembre 2012       |
| 07 | Petits seins         | ちっぱい       | Chippai        | 16 novembre 2012      |
| 08 | Coloré               | からふる       | Karafuru       | 23 novembre 2012      |
| 09 | Nii-Nii              | にーにー       | NīNī           | 30 novembre 2012      |
| 10 | Gindama              | ぎんだま       | Gindama        | 7 décembre 2012       |
| 11 | Je n'en porte pas    | はかない       | Hakanai        | 14 décembre 2012      |
| 12 | C'est l'amour        | あいだね       | Aidane         | 21 décembre 2012      |

### Génériques
| Générique | Épisodes | Début         | Début          | Fin                   | Fin             |
| Générique | Épisodes | Titre         | Artiste        | Titre                 | Artiste         |
| --------- | -------- | ------------- | -------------- | --------------------- | --------------- |
| 1         | 1 – 12   | Self Producer | Minori Chihara | Life Ru is Love Ru!!! | Liliana Sisters |